# Léa Fontaine
Léa Fontaine (ur. 7 grudnia 2001) – francuska judoczka. Siódma na mistrzostwach świata w 2024; uczestniczka zawodów w 2021. Druga w drużynie w 2021 i 2024. Startowała w Pucharze Świata w 2019, 2020, 2022, 2023 i 2025. Srebrna medalistka mistrzostw Europy w 2021 i brązowa w 2024, a także mistrzyni w drużynie w 2022 i 2024. Trzecia na MŚ juniorów w 2021. Mistrzyni Europy juniorów w 2019, 2020 i 2021. Wicemistrzyni Francji w 2019 i 2021 roku.